# Juan Rodríguez (canottiere)
Juan A. Rodríguez Iglesias (Dolores, 9 luglio 1928 – 27 settembre 2019) è stato un canottiere uruguaiano.

## Palmarès

### Olimpiadi
- Bronzo a Londra 1948 nel due di coppia.
- Bronzo a Helsinki 1952 nel due di coppia.